# Муренощукові
Муренощукові (Muraenesocidae) — родина морських риб ряду вугроподібних (Anguilliformes), підряд конгеровидні (Congroidei).
Поширені в тропічній та теплій частині помірної зони Атлантичного, Індійського й Тихого океанів.
Перші викопні рештки датуються нижнім еоценом.
Мають добре розвинені зуби, особливо на вомері. Очі великі, покриті шкірою. Грудні плавці добре розвинені. Початок спинного плавця розташований над або трохи перед основою грудних плавців. Бічна лінія помітна. Хребців 120—216.
Ця родина погано діагностується й має невиразні споріднені зв'язки.
Включає 6 родів з 15 видами:
- Рід Congresox  Gill, 1890
  - Congresox talabon  (Cuvier, 1829)
  - Congresox talabonoides  (Bleeker, 1852)
- Рід Cynoponticus  Costa, 1845
  - Cynoponticus coniceps  (Jordan & Gilbert, 1882)
  - Cynoponticus ferox  Costa, 1846
  - Cynoponticus savanna  (Bancroft, 1831)
- Рід Gavialiceps  Alcock, 1889
  - Gavialiceps arabicus  (D'Ancona, 1928)
  - Gavialiceps bertelseni  Karmovskaya, 1993
  - Gavialiceps javanicus  Karmovskaya, 1993
  - Gavialiceps taeniola  Alcock, 1889
  - Gavialiceps taiwanensis  (Chen & Weng, 1967)
- Рід Muraenesox  McClelland, 1843
  - Muraenesox bagio  (Hamilton, 1822)
  - Muraenesox cinereus  (Forsskål, 1775)
  - Muraenesox yamaguchiensis  Katayama & Takai, 1954
- Рід Oxyconger  Bleeker 1864
  - Oxyconger leptognathus  (Bleeker, 1858)
- Рід Sauromuraenesox  Alcock, 1889
  - Sauromuraenesox vorax  Alcock, 1889